# Johannes Frauenburg
Johannes Frauenburg (* um 1430 in Frauenburg, Ostpreußen; † 5. Februar 1495 in Görlitz, Oberlausitz) war Schulmeister, Stadtschreiber, Ratsherr, Gerichtsschöppe, Bürgermeister von Görlitz und Humanist.

## Leben
Von 1451 bis 1462 studierte er an der Leipziger Universität unter dem Rektorat von Andreas Rudiger (Rüdiger) aus Görlitz und lernte dort den Sohn des damaligen Görlitzer Bürgermeisters Urban Emmerich, den späteren Bürgermeister Georg Emmerich kennen. Durch deren Einfluss kam er, nach Erwerb des Magister in artibus 1458, im Jahr 1462 nach Görlitz und trat hier sein erstes Amt als Rektor einer Schule an.

### Die Rolle eines Stadtschreibers
Nur die Stelle eines Stadtschreibers war zu jener Zeit eine bezahlte Funktion. Der Bürgermeister wurde nur für ein Jahr gewählt und bekleidete dieses Amt unbesoldet. Als verantwortlicher Ober-Stadtschreiber nahm Frauenburg an jeder Ratssitzung teil, hatte Recht und Stimme und führte wichtige Verhandlungen im Auftrage des Rates innerhalb und außerhalb der Stadt.
Bereits 1463 heiratete er die aus angesehenem Hause stammende Barbara Canitz. Aus dieser Ehe sind drei Söhne namentlich bekannt. Frauenburg erbte durch seine Ehefrau Hausbesitz auf der Brüdergasse und übernahm 1465 die Stelle des Stadtschreibers, dann die des Oberstadtschreiber.
1466 belegte der Papst den böhmischen König Georg Podjebrad mit dem Kirchenbann. Das sollte für die Stadt Görlitz von Bedeutung werden und besonders für den inzwischen zum Oberstadtschreiber aufgestiegenen Johannes Frauenburg. Der ungarische König Matthias Corvinus stellte sich zur Wahl und wurde am 3. Mai 1469 in  Olmütz zum König gekrönt. Der von diesem Zeitpunkt auf die Stadt ausgeübte Einfluss des ungarischen Königs wird auch durch das Wappen des Matthias Corvinus am Dicken Turm verdeutlicht, welches dort noch heute zu sehen ist. Bereits 1467 war Görlitz zum ungarischen Lager übergewechselt, da der Einfluss Ungarns kulturell wie auch politisch-wirtschaftlich immer stärker wurde. Dadurch entstanden zwei Lager in der Stadt, die sich hart bekämpften. Der Höhepunkt dieses Kampfes war Ostern 1467 mit der „Pulververschwörung“ erreicht. Ständig mussten in dieser Zeit harte Verhandlungen auch mit den anderen Mitgliedsstädten des Sechsstädtebundes geführt werden, die nicht alle auf der Seite des ungarischen Königs standen. Die Verhandlungen führte Johannes Frauenburg. Mit dem Tod des Schwiegervaters Andreas Canitz im April 1469 erbte Frauenburg ein ansehnliches Vermögen. Zu diesem gehörte auch der Bierhof in der Brüderstraße 11 zu Görlitz. Am 7. Juni 1469 gehörte er einer Stadtvertretung an, die nach Breslau reiste, um vor dem neuen König aus Ungarn den Eidschwur abzulegen. Das war keine formelle Angelegenheit, vielmehr gingen harte Verhandlungen voraus,„..., dass die Städte den neuen Herrn nur als böhmischen König anzuerkennen brauchten und ferner darin die Zusicherung verbrieft erhielten, dass die Oberlausitz niemals vom Königreich Böhmen getrennt werden solle.“
Im Jahr 1469 wurde er zum Ratsherren gewählt, vier Jahre später, 1473, zum Schöppen. Das Amt des Görlitzer Bürgermeisters nahm er zweimal ein für 1474 und 1478. Bereits in seiner ersten Bürgermeisterfunktion 1474 steht Frauenburg einer Abordnung vor, die den beabsichtigten Besuch des ungarischen und böhmischen Königs am 13. Januar 1475 vorzubereiten gedachte. Frauenburg witterte aus den Erfahrungen anderer Städte, dass mit diesem von M. Corvinus angekündigten Besuch der Stadt nichts Gutes winkte. Mit politischem Geschick unter Einbeziehung des Bischofs Gabriel von Weißenberg wurde der Besuch von Corvinus doch noch vereitelt. Damit waren die drohenden finanziellen Belastungen für die Stadt durch diesen Besuch abgewendet. Vielfach durchkreuzte Frauenburg die Pläne des Königs.

### Bedeutung Frauenburgs
In seiner Anweisung für den Görlitzer Bürgermeister von 1476 heißt es:
„... ein Stadtregent eher sein Leben hingeben soll, als auch nur etwas von den Privilegien und Rechten der ihm anvertrauten Stadt zu opfern.“
Man sieht, dass die Übergabe dieser Schrift im Frühjahr 1990 zu Recht geschah.
In einer anderen Schrift über die Bedeutung Frauenburgs heißt es:
„Er ähnelt im Kleinen in Wort und Tat, in Gesinnung und Bildung, dem großen Ungarnkönig Matthias, mit dem er so oft – und nicht ohne Erfolg – die Klinge kreuzte.“
Johannes Frauenburgs letzte Ruhestätte befindet sich in der Barbara-Kapelle der Dreifaltigkeitskirche. Der noch heute vorhandene Grabstein zählt zu den wertvollsten Kulturdenkmälern von Görlitz.
Anfang des 20. Jahrhunderts wurde eine Straße in der Südstadt von Görlitz nach ihm benannt.

## Wirken auf die Stadtgeschichte
Neben städtebaulichen Maßnahmen sind die von ihm angebrachten Häuserinschriften dokumentiert. Frauenburg wird auch die Anbringung des 1433 von Kaiser Sigismund verliehenen Stadtwappens an dem Frauentor zugeschrieben. Auch, dass Görlitz in dieser Zeit das Recht einer freien Reichsstadt erhalten blieb, ist Frauenburg zu verdanken.
Frauenburg starb 1495 in Görlitz und wurde in der Dreifaltigkeitskirche beigesetzt.

## „Bürgermeisterspiegel“
Der von ihm verfasste „Bürgermeisterspiegel“ in der Überlieferung von Bartholomäus Scultetus hat Johannes Frauenburg bis heute bekannt erhalten.
Dem ersten Bürgermeister nach dem Zusammenbruch der DDR wurde im Frühjahr 1990 zusammen mit der Ratskette die „Anweisung für den Görlitzer Bürgermeister aus dem Jahre 1476“ bei der Ernennung zum Oberbürgermeister der Stadt überreicht. Sicher hatte das nicht nur einen symbolischen Charakter.
Erhalten ist ein von Scultetus in der Zeit von 1587 bis 1590 abgeschriebenes Geheimes Tagebuch (Secretum), dessen Original vermutlich verlorengegangen ist. Editionskritisch handelt es sich um Auszüge („Ex manuscripto lib. M. Johannis Frawenburg“), wobei es nicht klar ist, ob alle Einträge von Frauenburg sind.
Sein Wahlspruch war: S(weig) M(eide) L(eide).

## Heutige Rezeption
Frauenburgs Leben ist, obwohl umfangreiches archivalisches Material zu finden ist, noch nicht vollständig aufgearbeitet, seine Funktion als Kanzleivorsteher gehört aber heute zu den Interessensgebieten aus dem geschichts- und sozialwissenschaftlichen Themenbereich der Mittelalterlichen Eliten und Mittelalterlichen Stadtgeschichte.

## Schriften
- Wi sich ein burgermeister bi seinem regiment einnemen und an seiner person und thun halden sal.[8]
  - Der Bürgermeisterspiegel vom Jahre 1476. In Übertragung. Herausgegeben und mit einer Einführung versehen von Johannes Weidemann. Eher, München 1936. (Enthält auch vier Faksimile).

- Das Tagebuch des Görlitzischen Stadtschreibers Johannes Frawenburg 1470–1480. Nach der Abschrift und mit Anmerkungen des Bartholomäus Sculteus. Hrsg. Pastor Sauppe. In: Neues Lausitzisches Magazin. Görlitz. Bd. 65 (1889), S. 151–189. (Digitalisat der SLUB Dresden)